# Józef Kopeć (1893–1947)
Józef Kopeć (ur. 14 sierpnia 1893, zm. 1947) – kapitan administracji Wojska Polskiego w II Rzeczypospolitej.

## Życiorys
Urodził się 14 sierpnia 1893 w Łazach jako syn Heleny i Michała. Przed 1914 został nauczycielem ludowym.
Po wybuchu I wojny światowej został żołnierzem Legionów Polskich i służył w 4 pułku piechoty. Po odzyskaniu przez Polskę niepodległości został przyjęty do Wojska Polskiego i zatwierdzony do stopnia podporucznika.
Został zweryfikowany awansowany na stopień kapitana piechoty ze starszeństwem z dniem 1 czerwca 1919. W 1923, 1924 był oficerem 71 pułku piechoty w tymczasowym stanie przydzielony do Referatu Osad Żołnierskich Dowództwa Okręgu Korpusu Nr V. W 1924 był oficerem 20 pułku piechoty w Krakowie. W 1928 służył w 33 pułku piechoty w Łomży. W 1932 roku został przeniesiony do Komendy Miasta Przemyśl. W komendzie pełnił funkcję referenta oświatowego garnizonu i Dowództwa Okręgu Korpusu Nr X w Przemyślu. W tym mieście należał do Polskiego Białego Krzyża, zasiadł w zarządzie Polskiego Towarzystwa Śpiewaczego „Echo”. Był główny redaktorem wydawnictwa pamiątkowego w formie dwuczęściowej publikacji pt. „Oświata - to potęga”. Wydawnictwo pamiątkowe z okazji 15-lecia Niepodległości Państwa Polskiego, wydanej w Przemyślu w 1933, oraz był współredaktorem tejże. Następnie został przeniesiony z korpusu oficerów piechoty do korpusu oficerów administracji, grupa administracyjna.

## Ordery i odznaczenia
- Krzyż Niepodległości (24 października 1931)[19]
- Krzyż Walecznych
- Złoty Krzyż Zasługi (11 listopada 1938)[20]
- Srebrny Krzyż Zasługi (10 listopada 1928)[21]
- Medal Pamiątkowy za Wojnę 1918–1921
- Medal Dziesięciolecia Odzyskanej Niepodległości
- Odznaka 33 Pułku Piechoty